# 聖パトリック大聖堂 (ダブリン)
ダブリンの聖パトリック大聖堂（英語: Saint Patrick's Cathedral, アイルランド語: Árd Eaglais Naomh Pádraig)、正式には聖パトリックの国立大聖堂およびカレッジチャーチ (The National Cathedral and Collegiate Church of Saint Patrick, Dublin）は、1191年に創設された大聖堂。現在はアイルランド聖公会の管轄でありダブリンに2つある聖公会の大聖堂のうち大きいほうであり (もうひとつはクライストチャーチ大聖堂) 、アイルランド島全体でも最大の教会である。
珍しい例ではあるが、大聖堂であるにもかかわらず主教座がこの教会には存在せず、ダブリン大主教の主教座はクライストチャーチ大聖堂にある。そのため1870年からは聖パトリック大聖堂をアイルランド島全体のために国立大聖堂とし、聖堂参事会 (chapter) の委員はアイルランド国教会の12の主教区全体から選ばれている。また、2007年からは他教派の聖職者も参事会に加わった。教会としては1219年から置かれている首席司祭 (Dean) によって統率されており、最も有名な首席司祭はジョナサン・スウィフトである。

## 歴史

### 中世

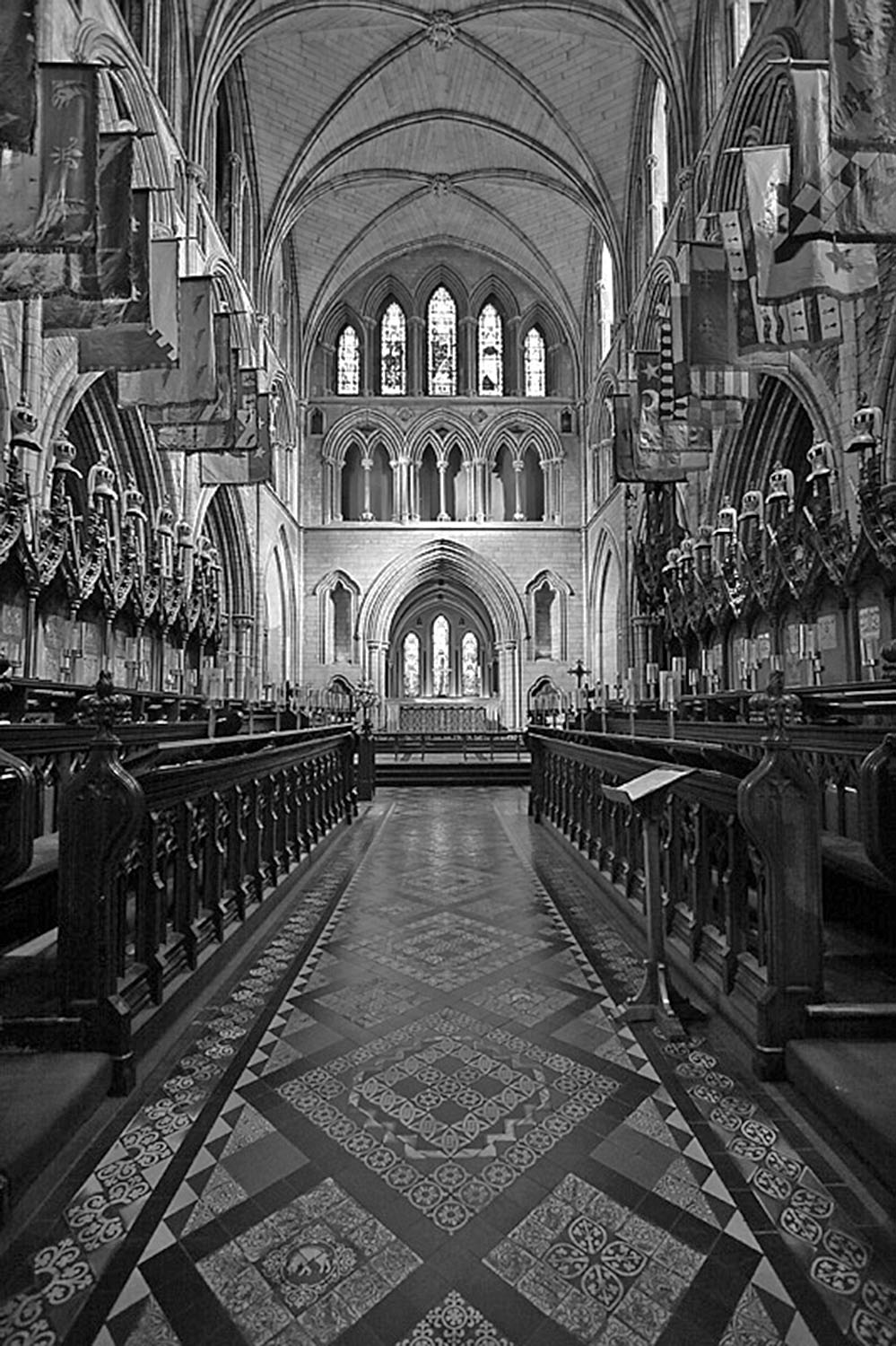
大聖堂の内観

1192年、イングランド人 (アングロ・ノルマン) としては初めてダブリン大主教になったジョン・カミン(John Comyn)は4つあったケルト系教区教会のうちひとつの地位をカレッジスクール (collegiate church。聖堂参事会によって管理される教会) に格上げした。その教会は聖パトリックに捧げられており、同じ名前を持つ聖泉(holy well)のそばに位置し、ポドル川 (en) の2つの支流にはさまれた土地にあった。これにより教会は聖職者とともに学問と崇拝双方にいそしむこととなった。新たなカレッジスクールは従来のダブリン市の境界を超え、この動きによって新しい2つ (うちひとつは大司教の世俗管轄権下であった) の都市領域が生まれた。1192年3月17日には教会は捧げる対象を「神、我らが聖なるマリア様そして聖パトリック (God, our Blessed Lady Mary and St. Patrick)」とした。
1191年もしくは1192年に発行され、13人のカノンによる聖堂参事会および3つの特別高僧(尚書(Chancellor)、先唱者(Precentor)、会計(Treasurer)の3つ)を認めたカミンの設立認可状は時の教皇ケレスティヌス3世の教皇教書によってその年の内に承認された。13人の受禄聖職者は大司教の土地から与えられた教会を付与されていた。
時が下るにつれて、建造物全体は大聖堂に近いものとなり、大司教座である聖墓宮殿(the Palace of the St. Sepulchre)を含み、法的管轄権は大聖堂一帯の首席司祭により監督される特権と、それと隣接するがより大きな大司教の保持している管轄権とに分割された。
教会がさらに大聖堂に格上げされた正確な時期はっきりしていないのではあるが、すでに大聖堂が存在する都市で起こったこの奇異な動きはおそらく1192年以降に起こっており、カミンの後任の大司教であるロンドンのヘンリは1212年にクライストチャーチと聖パトリック双方の聖堂参事会によって選ばれている。この任命はインノケンティウス3世によって承認された。これらの問題については後述する#2つの大聖堂問題を参照。1218年から1220年の間、ヘンリーはさらなる設立認可状を聖パトリック大聖堂とその聖堂参事会に与え、そのひとつである1220年のものは、大聖堂を率いるために首席司祭のオフィスを設置するというものであり、選出の権限は聖堂参事会のカノンのみに割り当てられた。
アイルランド最大の教会として知られている現在の教会のルーツとなる建築物は1191年から1270年の間に建築されたが、それよりもさらに古い建築物の遺構は洗礼堂を除いて今ではほとんど残っていない。多くの建設はロンドンのヘンリの前言によって前もって監督された。彼はイングランド王の友人であり、そしてマグナ・カルタには連署人として名を連ね、さらにダブリンの市壁やダブリン城の建設にも携わっていた。
1225年のヘンリー3世の命令から改築のための4年間、島を越えての寄付金が認められ、その初期イングランドゴシック様式の建設は少なくとも1254年の再献呈まで続いていた。1270年ごろにはレディーチャペルが加えられた。
1300年、ダブリン大司教フェリングスは2つの大聖堂を統合するための協定(Pacis Compostio)を取り決めた。これは双方とも司教座聖堂として認められている2つの大聖堂が分有する形となっていた権限を順応させるための対策であった（詳しくは#2つの大聖堂問題を参照）

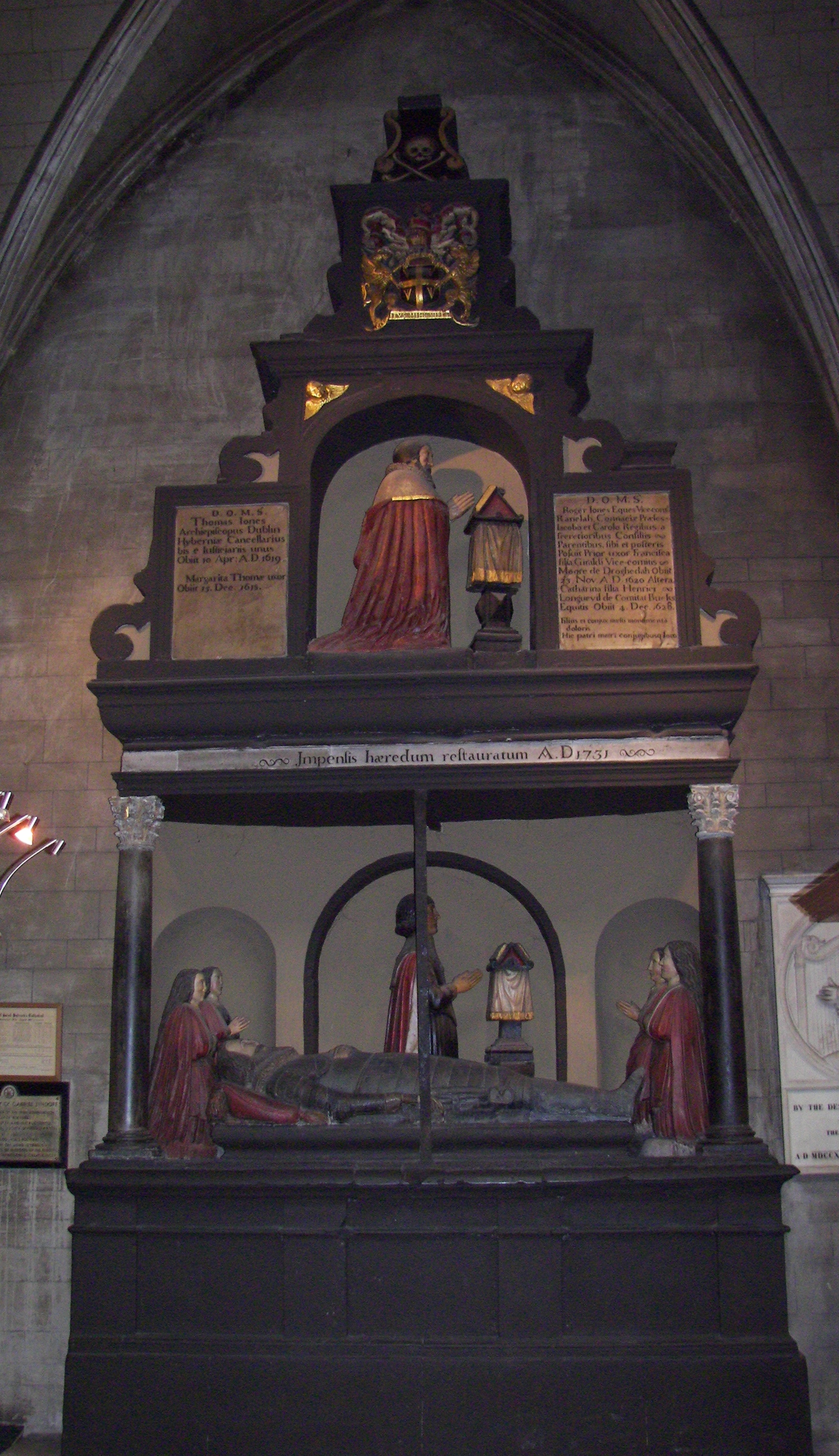
大聖堂で1581年から1585年まで首席司祭を務めていたトマス・ジョーンズの記念物

1300年代半ばから500年間、建物の北側翼廊は聖ニコラス外部の教区教会として使われていた（言い換えると、聖ニコラス小教区の一部は本来の都市から外れていた）。火災の後、塔（マイノットの塔 Minot's Tower）と西身廊は1362年から1370年の間に再建された。
非常に早い時期からこの教会には浸水問題が付きまとっており、いくつかの洪水、中でも18世紀後半には周囲に流れるポドル川支流によって引き起こされたものが特筆される。20世紀にはいっても地下水面が床下7.5フィート（2メートル強）以内にあり、この大聖堂においては地下聖堂や地下室は確実に存在しなかったであろうことを物語っている。
イングランドの宗教改革（改革は1536年から1564年まで紆余曲折あったが、聖パトリックは1537年からその影響を受けていた）の後、聖パトリックは聖公会であるアイルランド国教会の大聖堂となったが、ペイル周辺の人々のほとんどはローマ・カトリックのままであった。徴発の間、大聖堂に収められているいくつかの像はトマス・クロムウェルが率いていた兵士によって傷つけられ、その後も十分な管理がなされなかった状況は1544年の身廊の倒壊につながった。
エドワード6世の治世中、聖パトリック大聖堂は公式に抑圧され、建築物は教区教会の地位に格下げされた。1547年4月25日に200マルク英貨の扶助料が首席司祭であるエドワード・バスネット (Sir Edward Basnet) に支払われ、続いて数ヵ月後には60マルクの扶助料が尚書のアリエン (Alien) と先唱者のハンフリー (Humphrey) に、さらに40マルクが副主教のパワー (Power) に支払われた。銀、宝石や装飾品はクライストチャーチの首席司祭や聖堂参事会に移譲された。
王は建物の一部を裁判所として使うように指定し、さらにカテドラルグラマースクール (the Cathedral Grammar School) は当時の教区牧師の邸宅に設立され、首席司祭の邸宅は大主教に与えられ、大主教邸宅のアイルランド総督への移譲が続いた。1549年には壁を塗りなおし、そこに聖書の一節を刻むよう、さらに命じられた。
1555年、フェリペ2世とメアリー1世の宣言書により大聖堂の特権を回復し さらに復旧に着手した。1558年4月27日付で発せられたメアリー1世の治世後期の公文書は聖パトリックの新たな首席司祭であるトマス・レヴェロスおよび聖堂参事会へ、大聖堂に属するおよびクライストチャーチの首席司祭と聖堂参事会が保有していた「道具、家財、楽器、等々」の返却もしくは受領という内容で構成されていた
1560年、ダブリン初の公共時計のうちひとつは「聖パトリックの尖塔」に立てられた。

### 1600年代
1600年代の初めごろにはレディーチャペルはすでに荒れ果てていたといわれ、クワイヤ西端に位置していたアーチは木摺と漆喰の仕切り壁によって切り離されてしまった。日常的な大量の訪問客もおり、大量の客に対応するためにギャラリーの一団が加えられた。
オリヴァー・クロムウェルがそのアイルランド侵略で滞在している間、イングランド共和国の護国卿は馬を大聖堂の身廊に入れ馬小屋代わりにしていた。これはクロムウェルの聖公会に対する軽蔑のデモンストレーションという狙いがあり、彼は聖公会に対してローマカトリックと政治的には国王派 (Cavalier) を連想していた。
1660年の王政復古の後、建築物の修復は始められた。1666年、大聖堂の聖堂参事会はフランス語を話すユグノーらのためにレディーチャペルを提供した。このユグノーたちはアイルランドに逃れてきた一団であり、後にはいくらかの修理と支度の仕事をして、それらは聖パトリックの教会フランス人 (L'Eglise Française de St. Patrick) として知られている。貸し出しは1665年12月23日に調印され、それからユグノーが完全に都市の人々に埋もれそのサービスが終わる1816年にまでしばしば再開された。
1668年には崩壊の危険があった屋根は下ろされ、新たな屋根は1671年に完成した。控え壁が立てられ、西の窓は垂直式の窓に取り替えられた。その後1680年にはクワイヤが作り直された。

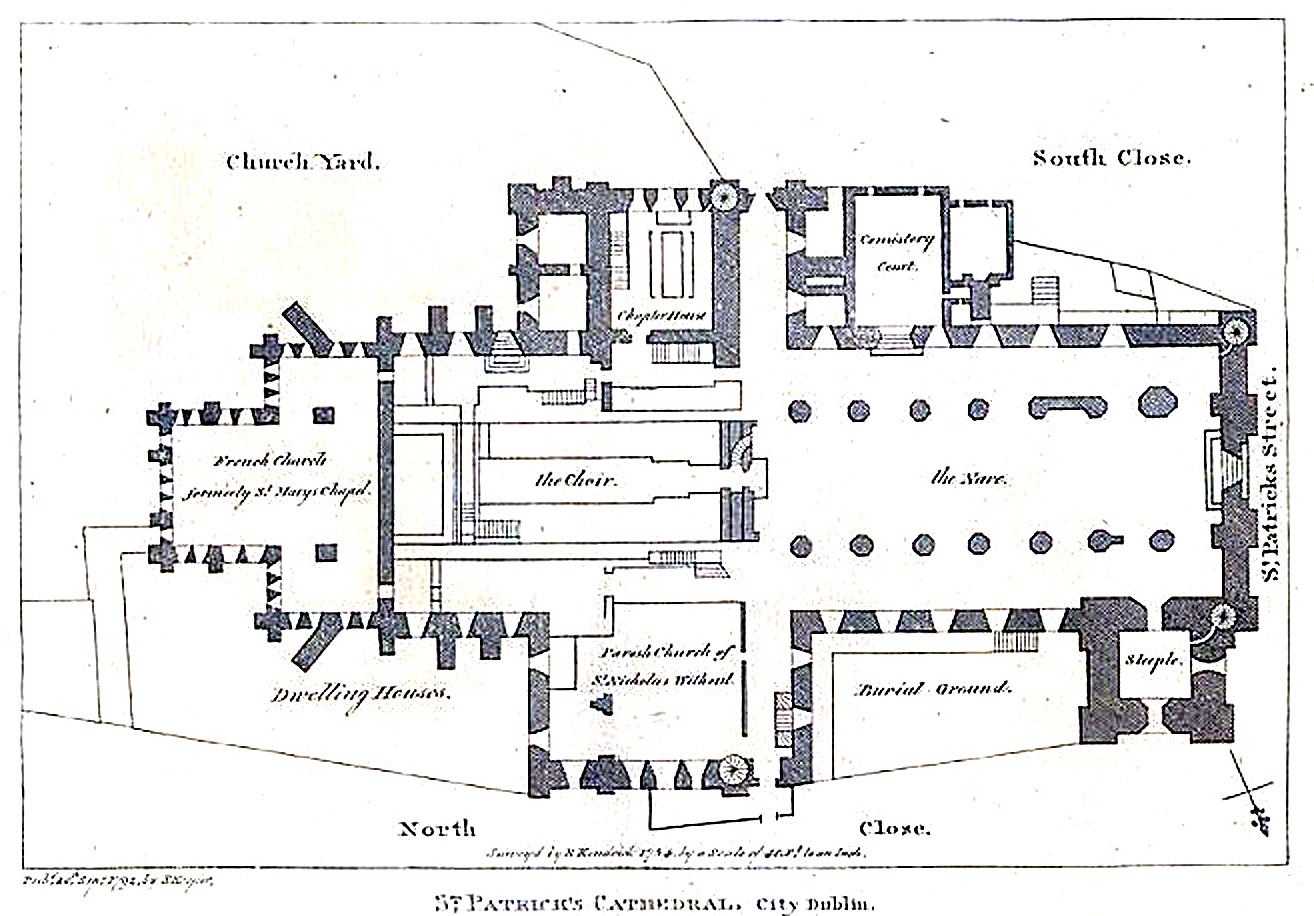
18世紀中ごろの室内計画

1688年から1690年のウィリアマイト戦争の間、ジェームズ2世とそれに従うカトリック教徒たちは短い間ではあるが聖パトリック大聖堂をおよそ150年ぶりに再び得ることとなり、ジェームズはしばらくの間そこで執り行われるミサにジャコバイトの支持者たちとともに参加した。しかし、1690年にジェームズがボイン川の戦いでの敗北の後ダブリンを去り、プロテスタントであるウィリアマイトがこの戦争に勝利したため、大聖堂は再び聖公会のものとなった。

### 首席司祭スウィフトと1700年代

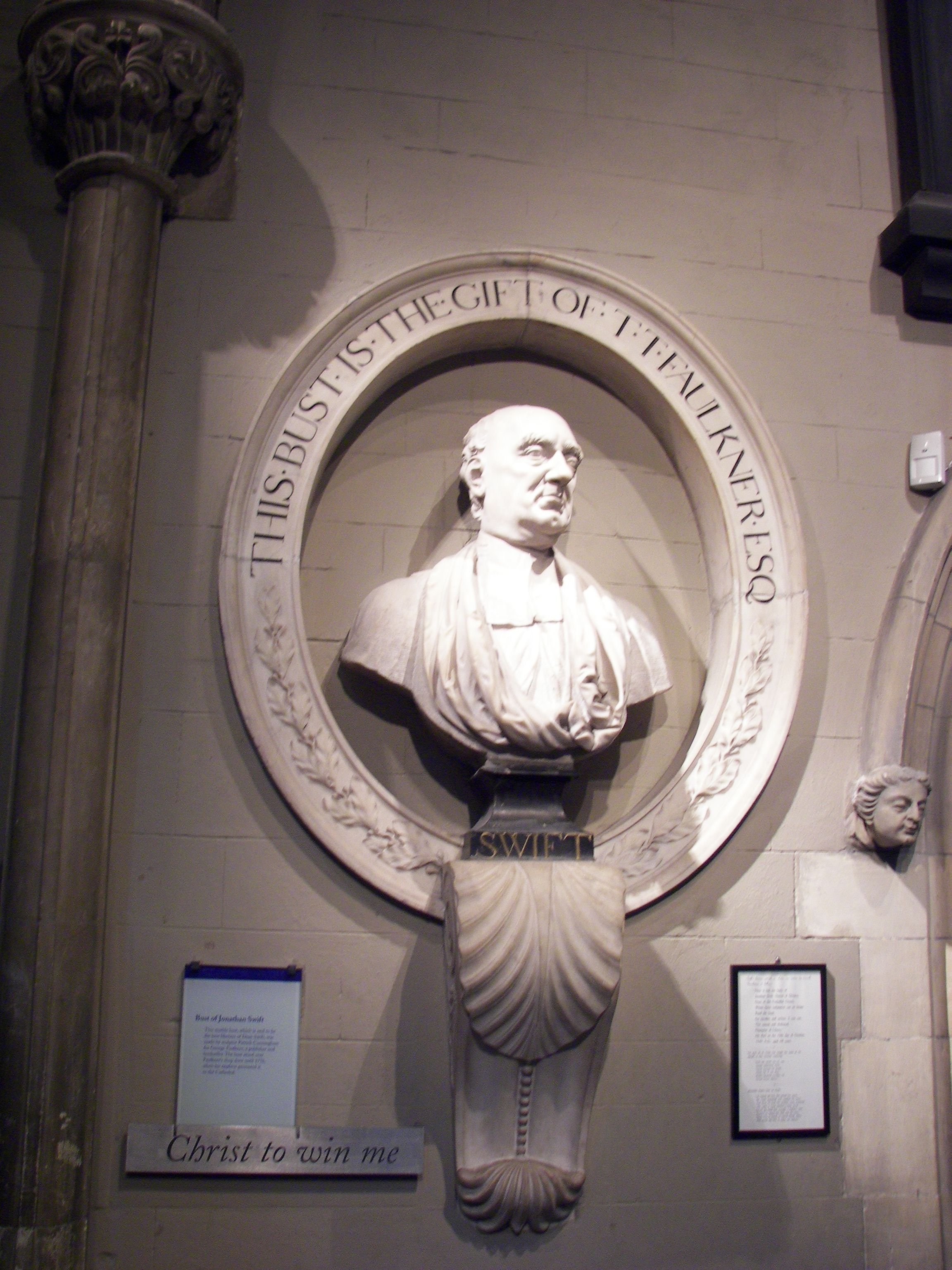
ジョナサン・スウィフトの胸像

長い歴史を通して、大聖堂はアイルランド人の生き方に多くを寄与してきたが、その重要な側面のひとつとしては作家であり風刺家であったジョナサン・スウィフトに関係がある。ガリバー旅行記の作者である彼は、1713年から1745年まで大聖堂の首席司祭であった。彼の有名な説教や「アイルランド地方」(たとえばドレイピア書簡) に関するものは彼が首席司祭として滞在していた間に書かれたものである。
彼の墓と碑銘は彼の「友人」であったステラ (エスター・ジョンソン) のものとともに大聖堂で見ることができる。スウィフトは建築物 (その礼拝や音楽は今では社会福祉と呼ばれるものであるかもしれない) に対して大いに関心があり、聖パトリック病院や貧しい女性のために救貧院に出資した。
1432年に設立されたクワイヤ学校は、1742年にゲオルク・フリードリヒ・ヘンデルの『メサイア』の最初期の公演に参加する多くのメンバーを供給した。
1769年には大聖堂尖塔が加えられ、これは今日に至るまでダブリンの陸標となっている。1792年、礼拝は南壁、垂直からずれた2箇所の最下部と屋根の一部がひどい状況であったため一時的に差し控えられた。

### 聖パトリックの騎士
1783年から1871年まで、大聖堂は聖パトリック騎士団のチャペルとして用いられており、メンバーは聖パトリックの騎士 (Knights of St. Patrick) であった。1871年のアイルランド国教の廃止に伴い、任命式はダブリン城のセントパトリックスホール(en)に移された。移動前の騎士紋章旗は今日でもまだ内陣聖歌隊席の上を覆っている。

### 19世紀と修復

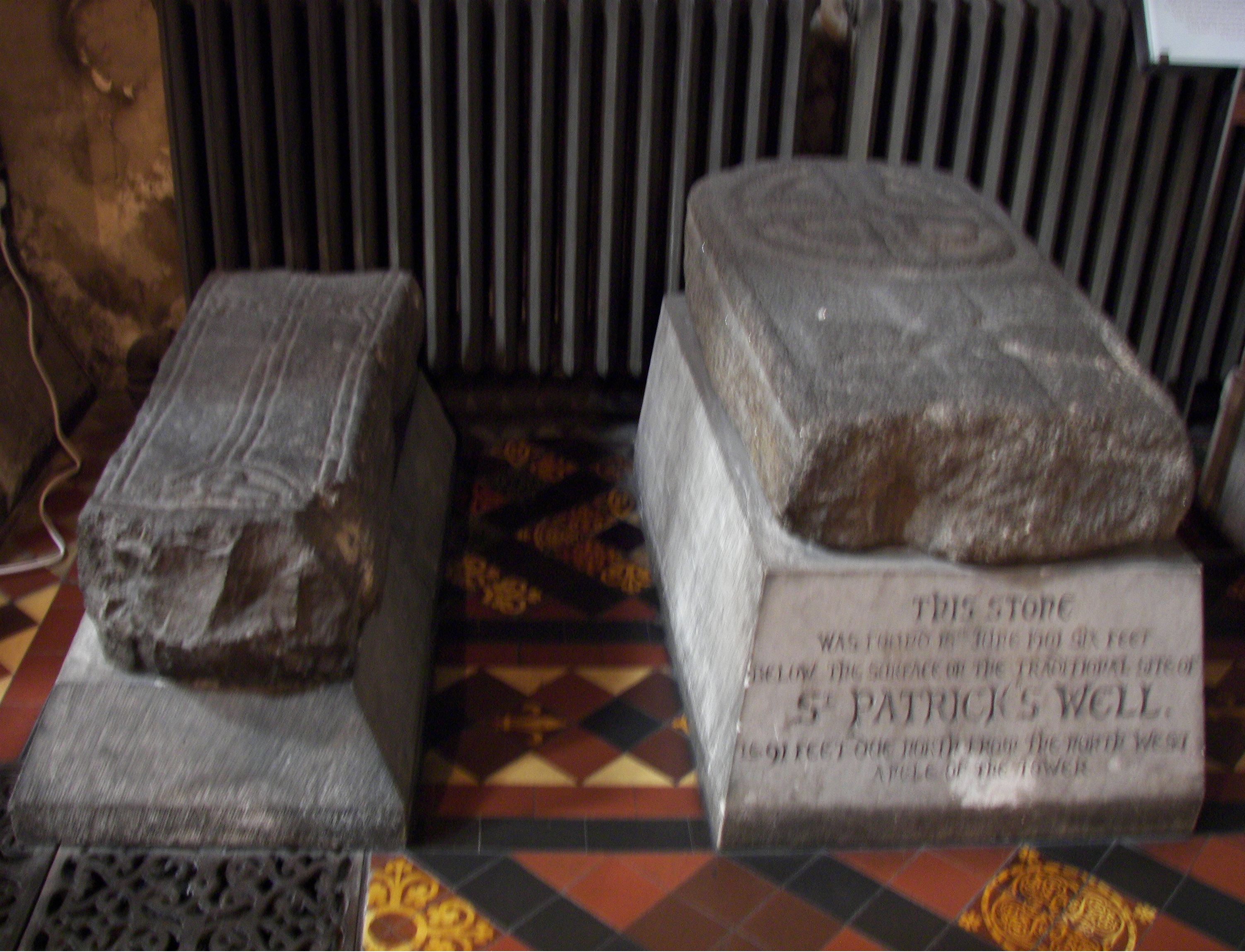
大聖堂の近くで発見されたケルト十字

1805年までに北の翼廊は廃墟と化しており、南側の翼廊も悲惨な状態であったが、より切迫した工事は足場によって支えられていた身廊の屋根におこなわれたものであった。1846年、聖パトリック大聖堂の首席司祭はクライストチャーチの首席司祭と統合され、この状態は1872年まで続いた。
悲惨な経済状況によって制限されていたが、首席司祭パナケム(1843年から1864年まで首席司祭)の下では大規模な修理を始めることが計画された。レディーチャペルは修復され、床(当時数フィート高くなっていた)はもともとの高さまで下げられ、他の切迫した箇所に対しても少なくとも部分的な対処はなされた。
19世紀半ば、大聖堂の近くに埋もれていたケルト十字が見つかった。これは今も保存されており、もしかしたら初期の聖泉の場所を印したものではないかと考えられている。
ベンジャミン・ギネスの出資により1860年から65年にかけて大規模な修復が行われたが、これは大聖堂崩壊の危険が差し迫っているという危機感に感化されたものだった。また、このことは現在の建物や装飾品のほとんどはヴィクトリア朝からのものであるということでもある。中世の寄進礼拝堂は他の動きで取り除かれており、今日ではその仕事の痕跡はほとんど生き残っていない。
再建によって大聖堂が存続することは確実になったものの、再建の程度を記録しておくことを怠ったことで現在の建物のどこまでが本当に中世由来のものでどこまでがヴィクトリア朝のレプリカなのかがほとんどわからなくなっている。ギネス (彼はビール醸造家であった) は彼が「井戸のリベカ (Rebecca at the well)」のステンドグラスを寄贈し、「私は喉が渇いており、汝らは私に飲み物を与えた (I was thirsty and ye gave me drink)」という抱負を読んだ際にはやんわりとした批判を受けた。彼の像は南側のドアの外に置かれている。
大聖堂の大きな変革は1871年に起きた。アイルランド国教が廃止され国教会が国教ではなくなった後、新しく独立した教会総会はクライストチャーチを単一かつ明白なダブリン主教区の大聖堂とし、そして聖パトリックは国立大聖堂とすることでついに「2つの大聖堂」問題を解決した。

## 国立大聖堂としての今日
今日では大聖堂はいくつかの公の国家行事が行われる場所となっている。英国在郷軍人会連盟 (en:The Royal British Legion) が主催しアイルランド大統領が出席するアイルランドの英霊記念日 (en:Remembrance Day) 式典は毎年11月にここで執り行われている。また聖歌奉仕(9つの日課と聖歌 (en) の奉仕)は毎年12月24日を含めて12月に2回祝われ、これはダブリンの生活の華麗な目玉となっている。
ダグラス・ハイドとアースキン・ハミルトン・チルダース (en)、この2人のアイルランド大統領の葬儀はそれぞれ1949年と1974年にここで行われた。ハイド大統領の葬儀時、国教会信徒であったノエル・ブラウン(en)を除いた時のアイルランド政府と、野党のメンバーでは同じく国教会信徒であったチルダースを除いた人たちは、教会のロビーの外に待機していた。これは、この葬儀が行われた当時において教皇庁はカトリック教徒に対して非カトリック教会に足を踏み入れることを禁じていたためである。
チルダースは任期中に死亡したため、彼の国葬 (en) は大々的に行われた。参列者はベルギー国王ボードゥアン1世、アメリカ合衆国副大統領スピロ・アグニュー（ニクソン大統領の代理であった）、ルイス・マウントバッテン伯爵（エリザベス2世の代理）、イギリスの首相ハロルド・ウィルソンと前首相エドワード・ヒースらを含んでいた。
2006年には亡命者保護を求める18名のアフガン難民の一団によって、彼らがトラブルを起こさずに立ち去るまでの数日間占拠された。

## 2つの大聖堂問題

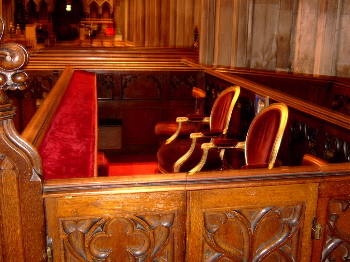
アイルランド大統領用の座席。正面にはいまだにイギリス規格の彫刻が残されている

2つの大聖堂が1つの都市にあるということはほとんど先例がなく、さらに聖パトリックは、修道院外 (宗教的な規則、言い換えれば修道会やルール、の一員ではない教区の聖職者)の聖職者によって、(修道院規則によって管理されている) クライストチャーチに取って代わる大聖堂として意図されたものとある程度思われていた。
聖パトリックの設立以来数十年にわたってかなりの緊張のまま対立状態は継続して、結局1300年に調印された6つの要件からなる構成法(Pacis Compositio)によって解決した。これは法的には1870年まで有効であったが、内容は以下の通り。
- ダブリン大司教 (大主教) の聖別および任命式はクライストチャーチで行う。 - ただし記録ではそれが必ずしも守られていなかったことを伝えている。多くの大司教任命では両方で行われており、加えて少なくとも2例では聖パトリック大聖堂のみで行っている。
- クライストチャーチは司教区 (主教区) の本山と上級大聖堂として形式的な優先順位をもつ。
- クライストチャーチは亡くなった各ダブリン大司教の十字架、ミトラ、および指輪を所蔵する。
- 亡くなったダブリン大司教の遺体は本人の意思が無い限りは2つの大聖堂に交替で埋葬していく（つまり、クライストチャーチに1人が埋葬されたら次の大司教は聖パトリックに埋葬される）。
- 司教区にまわす塗油用の油の聖別はクライストチャーチが執り行う。
- 二つの大聖堂は一つとして振る舞い、特権も等しく分け合う。

その後の数世紀、国教が廃止されるまでの間2つの大聖堂は主教区の中でともに機能し、現在ではひとつ (クライストチャーチ) はダブリンおよびグレンダーロッホ主教区の大聖堂に指定され、そしてもうひとつは国立大聖堂になっている。

## 首席司祭と聖堂参事会
大聖堂は首席司祭によって率いられ、聖堂参事会全体 (もともとは13人であったが30にまで増え、現在では最高で28人となっている) で統治されている。聖堂参事会の基礎、およびその規則は1191年に作られ1192年に教皇ケレスティヌス3世によって認められた設立認可状に由来している。
聖堂参事会のメンバーはアイルランド国教会全体をあるていど表しており、数人が4つの特別高僧もしくは24の聖堂参事会員(任期制22、他教派2)の一部となっている。後述も参照のこと。聖堂参事会員の椅子ひとつはダブリン大主教に割り当てられているが、首席司祭の選出に対してのみ積極的に使われるという変わった取り決めがある。
13のもともとの参事会員のうちいくつかは後に再分配され、新しく1つが作られてそれらと置き換えられた、後にはさらに多くの参事会員が任命された。長年、聖堂参事会は4の高僧、ダブリンおよびグレンダーロッホ副大主教と24の参事会員で成っていたが、副主教は19世紀後半にメンバーではなくなっている。

### 要職、聖堂参事会員と現在の保持者
- 首席司祭(Dean):1220年から2007年、首席司祭はクロンダルキン (en) の聖堂参事会員 (1191年から聖堂参事会員) の座を保持し、キルベリー (Kilberry)、クロニー (Cloney。昔はClonwanwyrとして知られていた)、Tullaghgory (昔はClonardmacgoryとして知られていた)の教会、後期にはキルベリーの小教区のすべてを保有している。1228年にタラ (en) の教会は首席司祭職に配属された。2008年12月現在の首席司祭はロバート・B・マッカーシーである。
- 先唱者 (Precentor):先唱者は1191年にラスク (Lusk) の一部の参事会員を与えられていたが1218年にアルドレー (Ardree) の教会とダブリンの聖アンドリュー教会を与えられた。数回の変遷ののちラスクの一部は取り除かれた。2008年12月現在はR・C・リードが勤めている。
- 尚書 (Chancellor):1218年から2007年、尚書はフィングラスの聖堂参事会員 (1191年の設立認可状以来) の座を保持し、聖マーティン教会とKillachegarの教会を与えられたが後者は1280年までに途絶えた。また同年までには聖マーティン教会ももはや収益を提供していなかったが、聖ワーバラ教会がそれに取って代わった。2008年12月現在はトーニー小教区 (en) の教会所有牧師であるW・D・シナモン (W.D. Sinnamon) が勤めている。
- 会計 (Treasurer):この役職はもともとClonkeneの教会とダブリンの聖オドゥエン教会 (Audoen) の聖堂参事会員、同様に聖メアリー教会 (ダブリン城近くのもの) の教区牧師の歳入を保持していた。バリーモア・ユースタス (en:Ballymore-Eustace) は後にClonkeneとラスクの一部、つまり聖オドゥエン教会と取って代わった。2008年12月現在はキリニー聖三位一体小教区の教会所有牧師であるヒューバート・セシル・ミルス (Hubert Cecil Mills) が勤めている。
- トーニー (en:Taney Parish):この聖堂参事会員は古の地方司教区に関連しており、1191年の設立認可状から始まった。1275年ごろにはダブリン副大司教 (主教) に与えられ、1883年に独立したが、その際にダブリン副主教の職が参事会の地位を保持することをやめている。2008年12月現在のトーニー聖堂参事会員はトラリー (アードファート (en) 主教区) の教会所有牧師であるR・ウォーレン (R. Warren) が務めている。一方、トーニー小教区の教会所有牧師 (W・D・シナモン) は別の聖堂参事会員として参事会の一員である。
- ダブリン県ニューカッスル:これは少なくとも1227年から聖堂参事会員であり、グレンダーロッホ副大主教(司教)が1467年から参事会の一員ではなくなった1872年まで保有していた。2008年12月現在のニューカッスル聖堂参事会員はダウン県のニューカッスル (旧ドロモア主教区) の教会所有牧師であるI・E・エリスが務めている。
- キルマックタールウェイ (Kilmactalway):これは1366年ごろに聖堂参事会員とされ、しばらくの間は先唱者の職に付加されていたが、1467年に独立した。2008年12月現在のキルマックタールウェイ聖堂参事会員はツアム (ツアム主教区) の教会所有牧師であるM・S・ライアン (M.S. Ryan) が務めている。
- ソーズ (swords):ソードズは1191年の設立認可状以来の聖堂参事会員である。2008年12月現在のソードズ聖堂参事会員はベルファストの聖マシュー (コナー主教区) の教会所有牧師G・J・O・ダンスタン (G.J.O Dunstan) である。
- ヤーゴ (Yagoe):この聖堂参事会員は1191年以来のもので、600年以上にわたってアイルランドの貴族ペンブルック伯 (始まりはウィリアム・マーシャル) の一族が推薦権 (presentation) を保有していた。2008年12月現在のヤーゴ参事会員はアーマー主教区リスナディル(Lisnadill)およびキルダルトン (Kildarton) の教会所有牧師M・C・ケネディ(M.C. Kennedy)である。
- 聖オドゥエン (St. Audoen):200年以上にわたって会計に付随していたが、1467年に独立した参事会員となった。2008年12月現在の聖オドゥエン参事会員はダウン主教区コーマー (Comber) の教会所有牧師J・P・O・バリー (J.P.O. Barry) である。
- クロンメシン (Clonmethan):1191年の設立以来の参事会員である。2008年12月現在のクロンメシン参事会員はコナー主教区マローンの教会所有牧師J・O・マン (J.O. Mann) である。
- ウィックロー:グレンダーロッホ副大司教に1300年代から1467年まで付随していたがそれ以降は独立した会員である。2008年12月現在のウィックロー参事会員はダウン主教区ニューターナーズの教会所有牧師K・J・スミス (K.J. Smyth) である
- タイモーザン (Tymothan):教会というよりも荘園 (manor) の地所であり1247年からは大主教に付随されていた。その後独立したが国教廃止までしばしば空位になっていたことがある。2008年12月現在のタイモーザン参事会員はコーク主教区キンセール(Kinsale)の教会所有牧師D・ウィリアムス (D. Williams) である。
- ムルフダルト (Mulhuddart):歴史的にはカッスルノック参事会員と絡み合っており、分けて考えることは難しいが少なくとも1230年には存在していた。2008年12月現在のムルフダルト参事会員はアーマー主教区モストリム (Mostrim) の教会所有牧師J・M・カテラル (J.M. Catterall) である。
- カッスルノック (Castleknock):歴史的にはムルフダルト参事会員と絡み合っているため、分けて考えることは難しいが少なくとも1230年には存在していた。2008年12月現在のカッスルノック参事会員はダウン主教区クリガー (en:Cregagh) の教会所有牧師J・N・バティー (J.N. Battye) である。
- ティッパー (Tipper):少なくとも1227年からの聖堂参事会員である。2008年12月現在のティッパー参事会員はミース主教区キングスコート (Kingscourt) の教会所有牧師R・S・J・バーク (R.S.J. Bourke) である。
- タッサガード (Tassagard):少なくとも1227年からの聖堂参事会員である。2008年12月現在のタッサガード参事会員はフェルンズ主教区聖イードン大聖堂の首席司祭であるL・D・A・フォレスト (L.D.A. Forrest) である。
- ダンラーヴィン (en:Dunlavin):遅くとも1227年には聖堂参事会員になっていた。2008年12月現在のダンラーヴィン参事会員はダブリン主教区ホワイトチャーチ (Whitechurch) の教会所有牧師A・H・N・マッキンレー (A.H.N. McKinley) である。
- メイヌース (en:Maynooth):1248年以来の参事会員であるが推薦権は長い間俗人 (モーリス・フィッツジェラルドとその後裔) が握っていた。2008年12月現在のメヌート参事会員はダブリン主教区ダン・レアリー (Dun Laoghaire) の教会所有牧師V・G・ステーシー (V.G Stacey) である。
- ホウス (en:Howth):設立当時の参事会員の一つであるが、かなり早い段階で大司教ルークは参事会員の教会をアイルランドのアイ (Eye) からホース村に移動させた。2008年12月現在のホース参事会員はデリー主教区のレフォー副主教でありドンファナヒーの (Dunfanaghy) の教会所有牧師M・S・ハート (M.S. Harte) である。
- ラスマイケル (en:Rathmichael):少なくとも1227年以来の参事会員である。2008年12月現在のラスマイケル参事会員はコナー主教区聖三位一体および聖シラスとイマヌエル (Holy Trinity and St. Silas with Immanuel) の教会所有牧師T・R・ウィリアムス (T.R. Williams) である。
- モンモエノック (Monmohenock) :もともとは大聖堂の活動を支えるための「経済用地」であったが、まもなくペンブルック伯ウィリアム・マーシャルが推薦権を持つ参事会員となった。しかし1227年ごろには通常の参事会員となっている。2008年12月現在のモンモエノック参事会員はミース主教区ジュリアンスタウン (Julianstown) の教会所有牧師P・H・A・ローレンス (P.H.A Lawrence) である。
- ティッパーケヴィン (Tipperkevin):ティッパーケヴィンは元々1300年代から1600年ごろまで2人の参事会員で構成されていたが、1643年に一人となることが決定した。2008年12月現在のティッパーケヴィン参事会員はダブリン主教区聖パトリック大聖堂小教区連合 (the St. Patrick's Cathedral Group of Parishes) の教会区司祭 (Vicar) J・W・R・クロフォード (J.W.R. Crawford) である。
- ドナモア (Donaghmore):少なくとも1267年からの参事会員である。2008年12月現在のドナモア参事会員はクロガー主教区Aghalurcherの教会所有牧師R・T・ギリアン (R.T. Gillian) である。
- スタゴニル (Stagonil):教皇ケレスティヌス3世によって参事会員に任命されたが1303年までは経済的な面に利用され独立して機能していたわけではなかったようである。2008年12月現在のドナモア参事会員はリスモア主教区のカルタージュ大聖堂の首席司祭W・ベアーレ (W. Beare) である。
- Cualaun:大司教の席であるタイモーサン参事会員が独立してしばらくたった後、この教会を持たない参事会員は参事会におけるダブリン大司教(主教)の席となり、首席司祭の選出のみに使われた。現在のCualaun参事会員は大主教であるジョン・ネイル (J.R.W. Neill) である。
- クロンダルキン (Clondalkin):首席司祭から2007年に移管され、新しいポストのうち1つが他教派聖職者枠 (Ecumenical Canon。エキュメニズム的なカノン) として割り当てられた。新たなこの参事会員の保有者はローマカトリック教会の聖職者であり研究者でもあるエンダ・マクドナー (Enda McDonagh) である。
- フィングラス (Finglas):尚書から2007年に移管され、新しいポストのうち1つが他教派聖職者枠として割り当てられた。新たなこの参事会員の保有者は長老会派の聖職者 (Minister) であるケネス・ニウェル (Kenneth Newell) である。

## エキュメニカル・カノン
上記のように、2007年6月の終わりから7月の始め頃、聖パトリックは2人の自由主義的なカノン (ecumenical canons) を任命し、一人は長老会派でもう一人はローマカトリックがその席についている。彼らは首席司祭によって、聖堂参事会の会議や決定への参加と同じように、大聖堂における朝もしくは晩の祈り、新旧約聖書の朗読、洗礼への立会い、婚姻、葬儀もしくは聖餐式の挙行に招待されることができる。

## 聖パトリック大聖堂後援会
大聖堂はボランティア組織 (単年と5年の定期寄与会員と終身会員) によって支えられており、会員はいろいろな仕事や貢献
(具体的には労働や大聖堂の建造物に対するもの)を行っている。加えて、特定の仕事（たとえば鐘を鳴らしたり、来客を出迎えたり、掃除をしたり）を果たしているさまざまなボランティアグループのすみわけがある。

## 入出
大聖堂は公共からの恒久的な資金提供を受けておらず、単にチャペルで祈りを捧げたい人や、観光をしたい人に対しても安い料金で全員を迎え入れている。大聖堂のウェブサイトでは2006年の来訪者は30万人を越えたとしている。また、大聖堂の出版物やそのほかの品物を売っているギフトショップがあり、売り物のいくつかは大聖堂のウェブサイトを使って直接購入できる。

## 言い伝え
言い伝えによれば聖パトリック大聖堂は「chancing your arm (危険を冒す)」という表現の語源であるという。1492年、大聖堂においてキルデア伯ジェラルドはドアを切って穴を開けさらに腕をその穴に差し入れ、敵対しており部屋の中に逃げ込んだオーモンド伯ジェームズとの和睦を呼びかける努力をしたという。

## クワイヤスクールとグラマースクール
クワイヤスクール (聖歌隊付属学校) はもともとは男子のみであったが現在では女子も受け入れており、大聖堂女性聖歌隊 (Cathedral Girls' Choir) は2000年に設立され週1回ないし2回歌っている。女性聖歌隊の女子たちはほとんどがクワイヤスクールもしくは中等教育を行うグラマースクールから引き込まれている。クワイヤに加入することはグラマースクールの生徒にとって強制ではないが、多くの女子生徒と数名の男子生徒 (彼らは声変わりするまでの間のみ加入が認められている) が加入している。
少年聖歌隊はプロの歌い手とみなされており、実はその仕事の対価が毎週支払われていた。彼らはまたより豊かになるために結婚式で歌うこともありこれについても対価を得ていた。彼らは自由な教育を受けていた。少年聖歌隊ではない生徒が2ヶ月の夏休みをとる間、少年の半分は夏の間毎日当番であり、聖歌隊の練習に参加しなければならず、また土曜日と日曜日の週2回の仕事を行っていた。これらの取り決めは1998年に廃止された。

## オルガン
聖パトリック大聖堂のオルガンは4000以上の音管を持つ、アイルランドでもっとも巨大なものである。その一部はオルガン製作者であるレナトゥス・ハリスの1695年に設置されたものに始まる。オルガンは1890年代にジョージ・マーティンとの協議のもとヘンリー・ウィリスとその息子によって作り直され、さらに1963年にオルガン製作業者のJ・W・ウォーカー&サンズ (en:J. W. Walker & Sons Ltd) によって改修された。

### オルガニストの一覧
| - 1509年頃 ウィリアム・ハービット (William Herbit) - 1540年頃 ジェームズ・ホワイト (James White) - 1555年頃 ウィリアム・ブラウン (William Browne) - 1572年-1607年頃 トマス・テイラー (Thomas Taylor) - 1595年頃-99年 ジョン・ファーマー (John Farmer) - 1606年頃 アンソニー・ウィリス (Anthony Willis) - 1631年-43年-? ランドルフ・ジュウェット (Randolph Jewett) - 1661年-86年 ジョン・ホークショウ (John Hawkshaw) - 1686年-89年頃 トマス・ゴッドフリー (Thomas Godfrey) - 1692年-94年 ペーター・イサク (William Isaac) - 1694年-98年 ロバート・ホッヂ (Robert Hodge) - 1698年-1719年 ダニエル・ロージングレーヴ (Daniel Rosingrave) - 1719年-47年 ラルフ・ロージングレーヴ (Ralph Rosingrave) - 1747年-60年 リチャード・ブロードウェイ (Richard Broadway) - 1761年-65年 ジョージ・ウォルシュ (George Walsh) - 1765年-69年 ヘンリー・ウォルシュ (Henry Walsh) - 1769年-80年 サミュエル・マーフィー (Samuel Murphy) | - 1780年-1810年 フィリップ・コーガン (Philip Cogan) - 1810年-27年? ジョン・マシューズ (John Mathews) - 1829年?-30年 フランシス・ロビンソン (Francis Robinson) - 1830年-44年 ジョン・ロビンソン (John Robinson) - 1844年-45年 リチャード・チェリー (Richard Cherry) - 1845年-52年 ウィリアム・ヘンリー・ホワイト (William Henry White) - 1852年-61年 ロバート・P・スチュワート (Sir Robert P. Stewart) - 1861年-78年 ウィリアム・マーフィー (William Murphy) - 1879年-1920年 チャールズ・ジョージ。マーチャント (Charles George Marchant - 1920年-60年 ジョージ・ヘンリー・フィリップス・ヒューソン (George Henry Phillips Hewson) - 1960年-76年 ウィリアム・シドニー・グリーグ (William Sydney Grieg) - 1977年-2001年 ジョン・デクスター (John Dexter) - 2002年- ピーター・バーレイ (Peter Barley) |

## 大聖堂小教区連合
都市に基づいていた小教区 (多くは長い歴史を持っている) の再編成の一環として、いくつかの小教区はダブリンにある大聖堂に結び付けられた。聖パトリック大聖堂小教区連合 (The Saint Patrick's Cathedral Group of Parishes) は別に操作教会をもっている。ドノア通りにある聖ジェームズおよび聖キャサリン教会 (St. Catherine and St. James。以前は聖ヴィクター教会St. Victor's) がそれであり、小教区の活動の中心である。

## 注
1. ↑  山本正『図説 アイルランドの歴史』河出書房新社、2017年、68頁。ISBN 978-4-309-76253-1。
2. ↑  聖泉はアイルランド各地にあり、キリスト教信仰以前のアニミズムと結びついた泉である。
3. ↑  Bernard, 1924: p. 8
4. ↑  Bernard, 1924: p. 9
5. ↑  Bernard, 1924: pp. 9-10
6. ↑  Bernard, 1924: pp. 73-74
7. ↑  Bernard, 1924: p. 10, note 3
8. ↑  Bernard, 1924: p. 10
9. ↑  Bernard, 1924: p. 13
10. ↑  History of St. Patrick's Cathedral by Monck Mason
11. ↑  他の例として、スペインのサラゴサ (カトリックのサラゴサ大司教区en:Roman Catholic Archdiocese of Zaragoza) においては大聖堂はその役割を重要な教会と分有している。教区の聖堂参事会は半分ずつがそれぞれの地区に基礎を置いており、首席司祭は6ヶ月ごとにそれらの間を移動している。
12. ↑  発送先には日本も選ぶことが一応可能。また、大聖堂として各国向けに各国語のツアーガイドがpdfで配布されている。日本語のツアーガイド(pdf)
13. ↑  ウィリアム・マーフィーと共同オルガニスト